# Козиця (Кирджалійська область)
Ко́зиця (болг. Козица) — село в Кирджалійській області Болгарії. Входить до складу общини Джебел.

## Населення
За даними перепису населення 2011 року у селі проживали 143 особи, з них 105 осіб (98,1%) — турки.
Розподіл населення за віком у 2011 році:
Динаміка населення: